# Giscó (ambaixador)
Giscó (en púnic: 𐤂𐤓𐤎𐤊𐤍 grskn; en grec antic: Γίσκων, llatí: Gisco) va ser un polític cartaginès del segle iii aC, durant la Segona Guerra Púnica.
L'any 215 aC, Hanníbal Barca l'envià, juntament amb Bòstar i Magó, com a ambaixador al rei Filip V de Macedònia per ratificar els termes que tot just l'ambaixador macedoni Xenòfanes havia acordat amb Hanníbal; la delegació cartaginesa, però, fou interceptada pels romans i portada davant el Senat romà.
És probable que es tracti del mateix personatge que acompanyà Hanníbal en l'expedició a Itàlia i a propòsit del qual Plutarc n'explica l'anècdota següent: abans de la batalla de Cannes el 216 aC, va anar amb Hanníbal a explorar el terreny abans de la batalla, i quan va veure la gran quantitat de soldats romans, es va mostrar molt sorprès; Hanníbal, amb molt de sentit de l'humor, li va respondre que «encara hi ha una cosa més sorprenent, i és que entre tants soldats no n'hi ha cap que es digui Giscó».